# Histoire Auguste

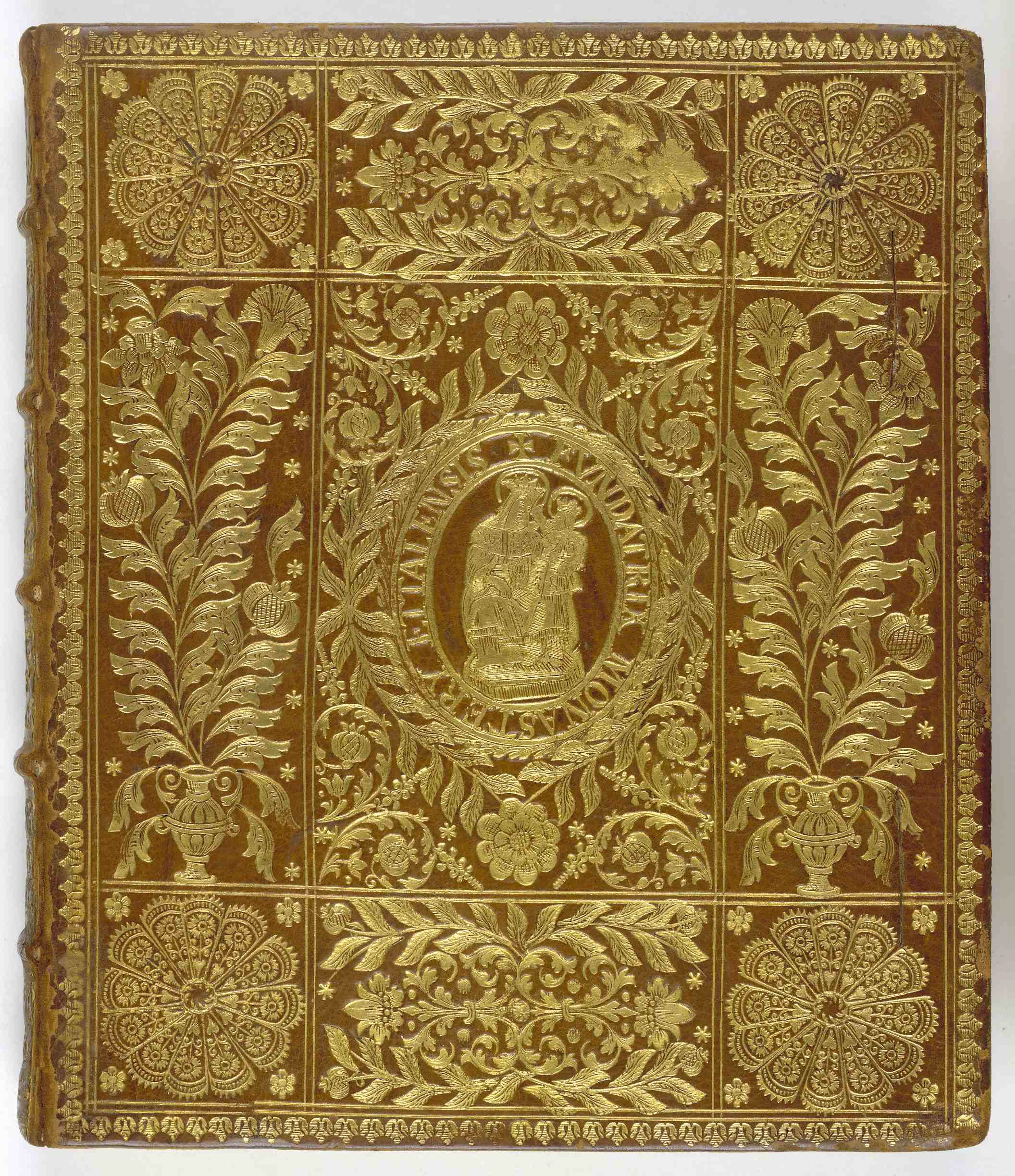
Couverture d'une édition de 1686 de l’Histoire Auguste (reliure du début du XVIIIe siècle).

L'Histoire Auguste (en latin : Historia Augusta) est le nom que l'on donne couramment depuis le début du XVIIe siècle à un recueil de biographies d'empereurs romains et d'usurpateurs des IIe et IIIe siècles. Composé en latin prétendument au début du IVe siècle par une série d'auteurs inconnus par ailleurs, cet ouvrage s'est révélé être, de l'avis des historiens, le fruit d'un unique rédacteur anonyme de la fin du IVe siècle. Son texte abonde en détails et anecdotes fantaisistes, appuyés sur des sources ou des documents inventés, ce qui en fait une source historique parfois douteuse.

## Contenu
L’Histoire Auguste se présente comme une suite de vies d'empereurs, et aussi des usurpateurs, une originalité par rapport aux autres recueils de biographies, revendiquée par les auteurs,. Six auteurs sont identifiés pour ces biographies : Aelius Spartianus, Julius Capitolinus, Vulcatius Gallicanus, Aelius Lampridius, Trebellius Pollio et Flavius Vopiscus. Diverses allusions des auteurs placent explicitement la rédaction de ces biographies sous les règnes de Dioclétien (284-305) et de Constantin Ier (306-337), et la plupart des vies sont dédiées à ces empereurs.
Le titre originel de l'œuvre est inconnu. Le manuscrit le plus ancien, le Codex Palatinus Latinus 899 du IXe siècle à la bibliothèque vaticane, se présente comme les « Vies des divers princes et tyrans du divin Hadrien à Numérien », appellation qui reprend un commentaire figurant dans la vie des Trente Tyrans, n'ayant valeur de titre officiel. Le terme d’Histoire Auguste n'a été attribué qu'en 1603 par l'humaniste Isaac Casaubon pour une des premières éditions imprimées. 
À la fin du recueil, l'auteur déclare s'inspirer de l'œuvre de Suétone, qui s'arrête à la mort de Domitien en 98. L'absence des vies de Nerva et de Trajan pour commencer par celle d'Hadrien en 117, ainsi que l'absence de préface, ont fait supposer la disparition du début du manuscrit d'origine. Toutefois, ce début direct semble voulu par l'auteur, qui prétend avoir écrit auparavant une réplique des Vies des douze Césars de Suétone, allant de Jules César à l'avènement d'Hadrien, un ouvrage fictif de l'avis de Chastagnol.
L’Histoire Auguste couvre donc la période allant de 117 à 285, avec cependant une lacune de seize ans entre la mort de Gordien III en 244 et 260, avec les Vies des deux Valériens uniquement centrées sur la captivité de Valérien sous Chapour Ier. La cause de cette lacune est très discutée, elle pourrait être accidentelle (perte d'un cahier dans les transmissions de manuscrits) ou volontaire, avec deux types d'hypothèses : l'auteur n'aurait pas écrit les vies manquantes, ou bien des copistes les auraient sciemment éliminées. Certaines phrases de la Vie de Valérien font allusion à des développements antérieurs, comme « J'en reviens maintenant à Valérien le Jeune. » et « Gallien, sur lequel nous avons déjà dit beaucoup. » et font croire à l'existence réelle d'une partie perdue avec la lacune. L'argument peut toutefois être rejeté si l'on suppose une intention fallacieuse de l'auteur. La lacune occulte les règnes de Dèce (249-251) et de Valérien (253-260), auteurs de persécutions contre les chrétiens, ce qui a inspiré des scénarios contradictoires : selon Isaac Casaubon, l'auteur, chrétien fervent, aurait passé sous silence ces périodes. Pour Anthony R. Birley, l'auteur, païen, aurait omis ces deux empereurs pour ne pas ternir leur réputation et fait croire à une lacune accidentelle. Ronald Syme écarte d'emblée ces raisonnements, car les historiens païens connus ne mentionnent jamais les persécutions. L'argument le plus solide en faveur d'une falsification de l'auteur est déduit de la Vie des trente tyrans. Pour parvenir au nombre de trente usurpateurs, essentiellement sous Gallien, l'auteur ajoute Quartinus, usurpateur sous Maximin le Thrace, mais omet quatre usurpateurs de la période correspondant à la lacune, et complète sa liste en inventant des personnages.

## Les auteurs déclarés
Depuis 1603, les auteurs sont commodément désignés par la formule proposée par l'humaniste Isaac Casaubon, les scriptores historiae augustae — les rédacteurs de l'histoire impériale. Dans les manuscrits, chaque titre de biographie est suivi du nom d'un auteur. Toutefois, ces attributions sont parfois brouillées par les commentaires personnels des autres auteurs, qui témoignent de paternités contradictoires. Par exemple, dans la Vie de Commode, Lampridius prétend avoir parlé des parents de ce dernier dans sa Vie de Marc (Aurèle), biographie rédigée par Julius Capitolinus.

### Aelius Spartianus
Spartianus (parfois francisé en Spartien) est l'auteur des vies d'Hadrien, Lucius Aelius, Didius Julianus, Septime Sévère, Pescennius Niger, Caracalla et Géta. Il dédie ses écrits à Dioclétien, et la vie de Géta à Constantin Ier, ce qui en ferait un contemporain de ces empereurs.

### Julius Capitolinus

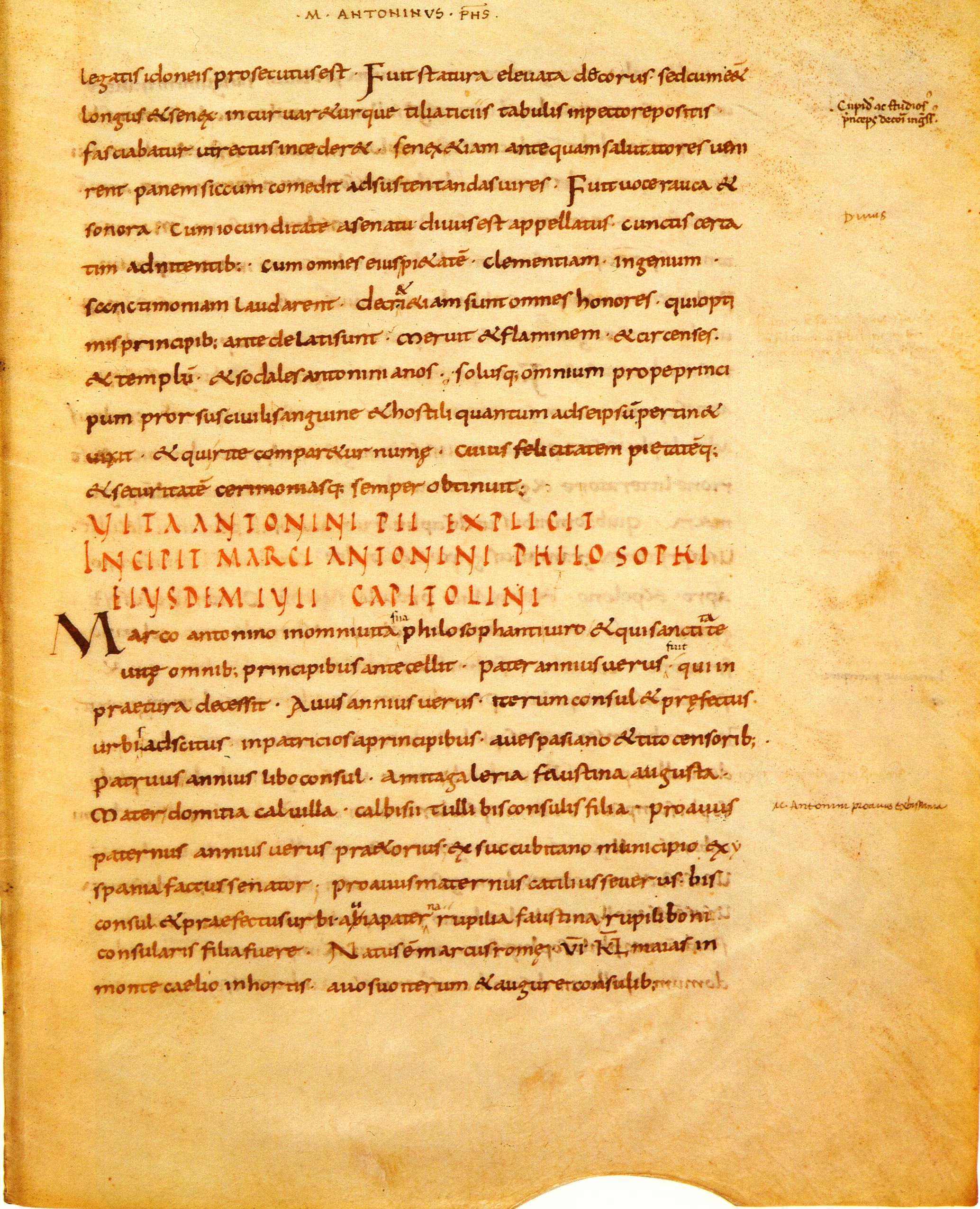
Fin de la vie d'Antonin et début de la vie de Marc Aurèle dans le manuscrit Vaticanus Palatinus lat. 899 (IXe siècle).

Capitolinus serait l'auteur des vies d'Antonin le Pieux, de Marc Aurèle, de Lucius Verus, de Pertinax, de Clodius Albinus, de Macrin, des trois Gordiens, des deux Maximins, de Maxime Pupien et Balbin.

### Vulcatius Gallicanus
Gallicanicus serait l'auteur de la vie de l'usurpateur Avidius Cassius, tout en déclarant vouloir écrire la biographie de tous les empereurs. Il se prétend contemporain de Dioclétien et dit prendre comme source l'historien Asinius Quadratus ainsi qu'un autre auteur imaginaire, Aemilianus Parthénianus.
Pour André Chastagnol, le pseudo Gallicanus invente de nombreux éléments de la vie d'Avidius Cassius : son origine familiale comme descendant de Cassius, co-meurtrier de Jules César, son complot, enfant, contre Antonin le Pieux et les supplices qu'il inflige aux soldats fautifs. Il commet un anachronisme grossier en évoquant un jugement favorable de Marc Aurèle sur l'empereur Pertinax, treize ans après la mort de Marc Aurèle.

### Aelius Lampridius
Lampridius serait l'auteur des biographies de Commode, d'Héliogabale et d'Alexandre Sévère. Il écrit aussi la vie de Diadumène, ce qui est une répartition surprenante puisque la vie de son père Macrin est rédigée par Julius Capitolinus.

### Trebellius Pollio
Nom vraisemblablement composé par une contamination des auteurs Asinius Pollion et L. Trebellius, lui sont assignées les vies de Valérien père et fils, des deux Galliens, des Trente Tyrans et de Claude le Gothique.
André Chastagnol fait une analyse critique de la rédaction attribuée à Trebellius Pollion :
- La vie de Valérien ne contient rien d'historique. Elle ne dit rien de son règne, elle se situe après sa capture par Sapor et présente un échange de correspondances diplomatiques fictives adressées à Sapor pour faire relâcher Valérien[20].
- le Valérien le Jeune de Trebellius Pollion, présenté comme fils de l'empereur Valérien, associé au trône et mort de façon pitoyable, est une transformation de Valérien II, fils de Gallien et donc petit-fils de Valérien, César en 256 et mort en 258. Pollion a peut-être mélangé Licinius Valerianus, un autre fils de Valérien, consul en 265 et tué en même temps que Gallien, et avec Salonin, autre fils de Gallien, tué en 260 par Postume[21].
- Trebellius Pollion fait une présentation extrêmement défavorable de Gallien, allant jusqu'à le qualifier de « la plus ignoble des femelles »[22]. Il donne des indications historiques sur son règne avec une chronologie de ses guerres datées par les consuls éponymes de 261, 262, 264 et 265, probablement d'après l'historien grec Dexippe[23].
- Trebellius Pollion déclare dans sa Vie de Gallien qu'il va grouper les compétiteurs opposés à Valérien et Gallien dans une Vie des vingt Tyrans, puis annonce une Vie des Trente tyrans. Cette Vie des Trente Tyrans fait une allusion à l'ouvrage grec sur les Trente tyrans d'Athènes, mais pour faire bon nombre, l'auteur ajoute des usurpateurs dont aucune source historique ne confirme l'existence, et deux femmes. Ces vies présentent de nombreux détails douteux, notamment des contradictions sur la chronologie des empereurs gaulois et des éléments biographiques fantaisistes[24].
- L'auteur glorifie Claude le Gothique, par contraste avec son prédécesseur Gallien, et lui invente une descendance fictive en la personne du César Constance Chlore, fiction qui n'apparaît historiquement qu'en 310 dans la propagande constantinienne. Dans cette Vie, l'auteur retranscrit encore des lettres imaginaires qu'auraient rédigées Valérien, Dèce et Gallien[25].

### Flavius Vopiscus
Vopiscus serait originaire de Syracuse en Sicile. Il se présente comme l'auteur des vies d'Aurélien, Tacite, Florien, Probus, Firmus, Saturninus, Proculus (usurpateur), Bonosus, Carus, Numérien et Carin. Il prétend que son père et son grand-père connurent Dioclétien et se donne comme contemporain de Constantin Ier.

## Études et découverte de la falsification
Longtemps ce recueil suscita un sentiment ambigu : d'un côté, c'est l'une des sources les plus abondantes sur une période mal connue de l'Empire, de l'autre, il accumule les erreurs apparentes, les informations triviales ou suspectes. D'une manière générale, les premières biographies sont bien meilleures et plus fiables que celles des empereurs plus tardifs et des usurpateurs. Tout en qualifiant ces compilations d'œuvres d'écrivains médiocres, quasi nulles sur le plan littéraire et sur celui de la vision historique, les lecteurs leur accordèrent jusqu'au XIXe siècle une certaine importance historique, comme étant à peu près les seuls documents couvrant une période confuse, malgré leurs défauts. Tout en les jugeant sévèrement, les historiens comme Edward Gibbon ou Victor Duruy ne contestaient ni l'existence des biographes ni la date de leurs ouvrages, au début du IVe siècle, et admettaient nombre de détails douteux.

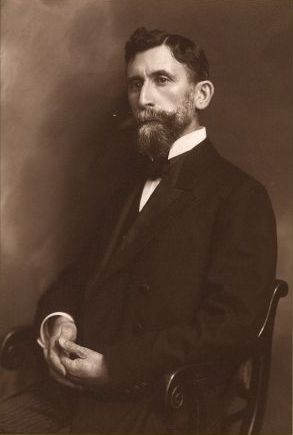
Hermann Dessau vers 1914.

En 1889, l'historien allemand Hermann Dessau bouleverse l'interprétation de l’Histoire Auguste en démontrant que cette œuvre prétendument collective est due à un seul et même auteur anonyme et qu'elle date non pas du début mais de la dernière décennie du IVe siècle, citant les nombreux anachronismes des institutions et de vocabulaire,. Ce personnage est à l'origine d'une imposture littéraire et historique de premier plan. Ce faisant, il a légué aux historiens une source mêlant le vrai et le faux, et aussi une énigme durable, celle de son identité. Les raisons de son écriture ne sont pas connues mais on suppose que l'auteur fit cela par amusement, par divertissement. L'époque est celle de l'histoire romancée et anecdotique et la pratique des contrevérités historiques est si répandue qu'Augustin d'Hippone s'en inquiète dans ses lettres. L'auteur invente le terme de Mythistoria pour qualifier les écrits de Cordus, une de ses sources, terme qui n'est attesté chez aucun autre auteur.
L'historien allemand Theodor Mommsen, professeur de Dessau, publie en 1890 un article contestant ses conclusions. Mommsen refuse l'unicité de l'auteur et propose une chronologie mixte : une rédaction des biographies sous Dioclétien suivie de leur réunion en un seul ouvrage sous Constantin, puis une seconde révision importante tardive, ajoutant des éléments puisés chez les historiens du IVe siècle. D'abord extrêmement discutée, critiquée par les « traditionalistes » comme Elimar Klebs (de), défendue dès 1911 en Allemagne par Ernst Hohl (de), mais rejetée en France par Léon Homo, la thèse novatrice de Dessau a fini par s'imposer et constitue la base de tous les travaux modernes sur l'Histoire Auguste. 
Depuis, les études sont extrêmement nombreuses et riches, grâce notamment à une suite de colloques internationaux annuels tenus d'abord à Bonn depuis 1963, publiés sous le titre Bonner Historia-Augusta-Colloquium (B.H.A.C.), puis dans diverses villes universitaires.
En France, le nom d'André Chastagnol reste attaché à celui de l'Histoire Auguste en raison des nombreuses études qu'il a consacrées à ce recueil et de la traduction commentée qu'il a publiée en 1994.
En langue anglaise, Ronald Syme a publié quatre livres et de nombreux articles sur l'Histoire Auguste. Il est convaincu de la nature frauduleuse de cet ouvrage, et qualifie l'auteur de « grammairien escroc » (« rogue grammarian »).

## Recherche de l'auteur réel et de la date de rédaction
De très nombreux points restent obscurs et discutés, quant à la fiabilité de tel ou tel passage, quant à la date exacte de rédaction et à l'identité de l'auteur, enfin quant à ses positions politiques et religieuses, en particulier au sujet du christianisme. Il apparait comme païen, favorable au Sénat de Rome et appartient au milieu lettré.
L'étalage d'érudition auquel se livre l'auteur concerne essentiellement les auteurs latins. Sa connaissance de la littérature latine alliée à une maîtrise du grec et sa familiarité affirmée de la Bibliothèque Ulpia suggèrent un personnage cultivé vivant à Rome.  
On s'accorde aujourd'hui assez généralement à situer l'origine de l'Histoire Auguste dans le milieu politique et intellectuel de Symmaque et des Nicomaques Flaviens. Certaines des recherches les plus récentes, en particulier les travaux de l'historien français Stéphane Ratti, semblent plaider en faveur de l'hypothèse selon laquelle l'auteur ne serait autre que Nicomaque Flavien l'Ancien, identification déjà proposée par Émilienne Demougeot. De son côté, W. Hartke avait avancé en 1940 le nom de Nicomaque Flavien le Jeune, thèse reprise en 2004 par Michel Festy. Si de telles hypothèses étaient confirmées, l'énigme séculaire concernant l'identité de l'auteur de l'Histoire Auguste serait donc résolue ; toutefois la preuve fait encore défaut. En 2018, l'attribution de l'œuvre ne fait toujours pas consensus. En 2021, revenant sur les débats, Michael Kulikowski a réaffirmé la position d'Alan Cameron, récusant fermement les hypothèses élaborées autour de Nicomaque Flavien et considérant que la vie d'Hilarion par Jérôme dépendait de la Vie de Probus, et non l'inverse. Cela établirait, selon lui, un terminus ante quem en 392.

## Les sources anciennes
D'après André Chastagnol, l'auteur unique (perceptible dans l'unité de style et de vocabulaire) a écrit l'Histoire Auguste vers la fin du IVe siècle, et cet écrit a été terminé ou révisé plutôt après la date connue de la mort de Nicomaque Flavien l'Ancien en 394. C'est au moins un siècle après la fin de la période racontée, et bien après le règne de Dioclétien, où, par imposture, l'auteur prétend se situer par ses dédicaces mensongères.
Les biographies qu'il déroule s'appuient, lorsqu'elles ont une base historique, sur des auteurs antiques, dont bon nombre ont vécu après la date prétendue de la rédaction de l'Histoire Auguste, ce qui fait que l'auteur, pour cacher son imposture, lorsqu'il les cite, invente d'autres noms.
Voici une liste non exhaustive de ces auteurs, soit cités sous leur véritable nom, soit cités sous un nom inventé, soit même non cités du tout :  
- Marius Maximus, biographe d'expression latine dont l'œuvre n'est pas conservée, cité nommément trente fois pour les règnes allant d'Hadrien à Héliogabale[46]
- Dion Cassius, historien d'expression grecque, non cité mais qui semble avoir été sporadiquement repris pour quelques détails[47]
- Hérodien, historien d'expression grecque, cité directement à dix reprises, et trois autres fois sous le nom inventé d'Arrianus[48]
- Dexippe, historien athénien, cité nommément dix-huit fois, et utilisé sans le nommer pour plusieurs passages à partir de l'année 238[49]
- Aurélius Victor, abréviateur latin, comme l'a remarqué l'historien Hermann Dessau en rapprochant un passage de la vie de Septime Sévère avec le livre des Césars d'Aurélius Victor. Cette filiation est constatée pour d'autres règnes[50]
- Eutrope, abréviateur latin, remarqué aussi par l'historien Hermann Dessau par la vie de Marc-Aurèle[51]
- Rufius Festus abréviateur latin, pour quelques points remarqués par W. Hartke[52]
- Eunape, auteur grec continuateur de Dexippe, pourrait être utilisé pour les cinq dernières vies de l'Histoire Auguste, ce qui placerait sa dernière rédaction vers 399-400[53]

La présence de l'Enmanns Kaisergeschichte est aussi discutée. L'auteur évoque un Fabius Marcellinus ou Valerius Marcellinus, prétendu auteur de plusieurs biographies, qui pourrait être la désignation factice d'Ammien Marcellin. Toutefois, la partie de l'œuvre d'Ammien Marcellin qui aurait pu être copiée pour Trajan ou Probus a disparu, ce qui empêche d'apprécier s'il y a eu emprunts ou pas. On peut remarquer que beaucoup de sources de cet auteur de la même époque sont communes avec l'Histoire Auguste. L'historien J. Straub a attiré l'attention sur plusieurs points communs, comme l'emploi du mot carrago (camp barbare), introduit dans le vocabulaire latin par Ammien Marcellin, ou l'interdiction dans la Vie de Caracalla du port de colliers amulettes contre la malaria, fait rapporté en termes identiques par Ammien Marcellin pour l'année 359. Des savants, notamment H. Schenlk virent dans la vie de Marc-Aurèle ou d'Avidius Cassidius des positions proches aux Pensées pour moi-même, signe que l'auteur aurait pu consulter l'ouvrage. Cependant, ces détails peuvent aussi venir de chroniqueurs ou de Maximus, on ne peut avoir de certitude sur l'utilisation.
L'auteur de l'Histoire Auguste nomme comme sources de nombreux auteurs inconnus des modernes, probablement fictifs. Le plus cité est un certain Cordus, donné vingt-sept fois par le pseudo Julius Capitolinus, auteur imaginaire puisque des passages de la Vie des Gordiens qui lui sont attribués sont en réalité copiés de Cicéron, de Suétone et d'Hérodien.
La qualité très variable des biographies sur les différents empereurs et les principaux usurpateurs a pu être vérifiée non seulement en s'appuyant sur d'autres textes historiques anciens, mais aussi sur des inscriptions gravées sur les monuments, les stèles et les bornes qui donnent la titulature de ces dirigeants. On considère qu'après 238 et Hérodien, l'Histoire Auguste est plus soumise à caution car il n'y a plus de sources précises pour croiser les informations, l'auteur ne brode qu'à partir des différents abréviateurs.

## Citations et pastiches
À la manière des historiens de son temps, qui aimaient multiplier dans leurs ouvrages les citations et les allusions littéraires, l'anonyme fait des emprunts (plus ou moins déformés, lorsqu'il s'amuse à les pasticher) à de nombreux auteurs. S'il se limite, pour les Grecs, à des classiques comme Homère, Démosthène, Platon et Aristote ; concernant les Latins, il puise abondamment chez Cicéron (cité dix-neuf fois), Apicius, Perse, Martial, Stace, Juvénal, Suétone, Aulu-Gelle, Apulée, Lactance, Ausone et même Végèce, son contemporain. Des passages entiers constituent des démarquages de textes de Jérôme de Stridon datés de 385 à 398.
La parodie est plus prononcée dans la Vie d'Héliogable, dédiée à l'empereur Constantin Ier et riche en détails qui sont autant d'allusions de propagande anti-Constantin, compréhensibles pour un lecteur du IVe siècle : basse origine de sa mère, goût du luxe et des bijoux, volonté d'imposer son monothéisme au détriment des autres cultes romains, monothéisme qui lui aurait donné la victoire sur son adversaire, refus de monter au Capitole pour célébrer son triomphe, etc..

## Éditions en français
- (la + fr) Auteur inconnu (trad. du latin par André Chastagnol), Histoire Auguste, Paris, Robert Laffont, coll. « Bouquins », 1994, 1244 p. (ISBN 2-221-05734-1)
- Publication chez Les Belles Lettres, dans la Collection des universités de France « Budé » : 
  - Tome I, 1re partie : Introduction générale. Vies d'Hadrien, Ælius, Antonin, 1992, CXIV - 225 pp.
  - Tome III, 1re partie : Vies de Macrin, Diaduménien et Héliogabale, 1993, XVI - 303 pp.
  - Tome III, 2e partie: Vie d'Alexandre Sévère, 2014, XCVIII - 350 pp.
  - Tome IV, 1re partie : Vie des deux Maximins, des trois Gordiens, de Maxime et Balbin, 2018, 528 pp.
  - Tome IV, 2e partie : Vies des deux Valériens et des deux Galliens, 2000, CVI - 368 pp.
  - Tome IV, 3e partie : Vies des Trente Tyrans et de Claude, 2011, XLV - 648 pp.
  - Tome V, 1re partie : Vies d'Aurélien et de Tacite, 1996, LXI - 599 pp.
  - Tome V, 2e partie : Vies de Probus, Firmus, Saturnin, Proculus et Bonose, Carus Numérien et Carin, 2001, XLI - 444 pp.
- Histoire Auguste et autres historiens païens, Gallimard, Bibliothèque de la Pléiade, 2022, traduction, présentation et notes par Stephane Ratti.

#### Actes des colloques sur l'Histoire Auguste
- Johannes Straub (de),  Andreas Alföldi, K. Rose, Bonner Historia-Augusta-Colloquium (BHAC), 13 vol., Bonn, 1964-1991 (Antiquitas Reihe 4. Beiträge zur Historia-Augusta-Forschung).

Les actes des colloques internationaux sur l'Histoire Auguste sont publiés en Italie sous le titre général Atti dei Convegni sulla Historia Augusta
- Historiae Augustae Colloquium Parisinum, Giorgio Bonamente et al. (éd.), Macerata, 1996
  - François Paschoud, « L'Histoire Auguste et Dexippe », dans Historiae Augustae Colloquium Parisinum, 1991, p. 217-69.
- Historiae Augustae Colloquium Genevense, Atti II,  Giorgio Bonamente, François Paschoud (éd.), Bari, Edipuglia, 1994, 263 pages,  (ISBN 978-88-7228-123-9)
- (de) Historiae Augustae Colloquium Bonnense 1994, Atti V, Giorgio Bonamente (éd.), Bari, Edipuglia, 1997
- Historiae Augustae Colloquium Argentoratense 1996, Atti VI, Giorgio Bonamente, François Heim, Jean-Pierre Callu (éd.), Bari, Edipuglia, 1998, 388 pages  (ISBN 88-7228-188-1)

(en) Birley Anthony R., « Notes de lecture », L'antiquité classique, t. 69,‎ 2000, p. 500-502 (lire en ligne).
- Historiae Augustae Colloquium Genevense, Atti VII, François Paschoud (éd.), Bari, Edipuglia, 1999, 358 pages,  (ISBN 88-7228-225-X)

Moliner-Arbo Agnès, « Présentation des Actes du colloque de Genève 1998 », L'antiquité classique 6, t. 70,‎ 2001, p. 323-327 (lire en ligne)
- Historiae Augustae Colloquium Perusinum, Atti ? , Giorgio Bonamente, François Paschoud, Bari, Edipuglia, 2002, 478 pages,  (ISBN 8872283043)
- Historiae Augustae Colloquium Bambergense, Atti X, Giorgio Bonamente, Hartwin Brandt, Bari, Edipuglia, 2007,  (ISBN 978-88-7228-492-6)
- Historiae Augustae Colloquium Genevense III, Atti XI, L. Galli Milic, N. Hecquet-Noti (Sous la direction de), Edipuglia, 260 pages,  (ISBN 887228581X)
- Historiae Augustae Colloquium Nanceiense, Atti XII, Cécile Bertrand-Dagenbach et François CHAUSSON (éd.), Bari, Edipuglia, 2014
- Historiae Augustae Colloquium Dusseldorpiense, Atti XIII,  Bruno Bleckmann & Hartwin Brandt, Edipuglia, 2017, 238 pages,  (ISBN 8872288169)
- Historiae Augustae Colloquium Turicense, Atti XIV,  Gunther Martin & Samuel C. Zinsli, Edipuglia, 2021, 246 pages,  (ISBN 9788872289396)